# قرنان من الصمت
قرنان من الصمت ( (بالفارسية: دو قرن سکوت، "Do Qarn Sokut") </link> , </link> ) بقلم عبد الحسين زرنكوب، وهو باحث ومؤرخ إيراني بارز في الثقافة والتاريخ والأدب الإيراني. الكتاب عبارة عن سرد تاريخي لأحداث وظروف القرنين الأولين من التاريخ الإيراني بعد الفتح الإسلامي لإيران في القرن السابع الميلادي حتى ظهور الأسرة الطاهرية، وهي سلالة مسلمة من أصل إيراني أصلي.
يقدم زرينكوب مناقشة مطولة حول تأثير العرب على الأدب واللغة والثقافة والمجتمع على بلاد فارس خلال القرنين التاليين للفتح الإسلامي لإيران، ويناقش زرينكوب كيف أعقب الفتح العربي/الإسلامي ما يقرب من "قرنين من الصمت" اجتماعيًا وثقافيًا وسياسيًا للفرس الأصليين.
في مقدمة الطبعة الثانية من كتابه، في عام 1957، كتب زارنكوب: «امسكت بقلمي ثم شطبت ما كان مشكوكًا فيه، ومبالغ فيه، وغير صحيح في الطبعة الأولى. العديد منها في مواضيع لم أتمكن في الماضي- إما بسبب عدم النضج أو بسبب التحيز- من الاعتراف بشكل صحيح بأخطاء إيران هزائمها.
"الآن، هل قمت بواجبي بشكل صحيح في هذه المراجعة؟ لا أدري، وما زلت على رأيي أن كاتب التاريخ في اللحظة التي يختار فيها موضوعا ما، فإنه يخرج عن الحياد».

## الترجمة إلى الإنجليزية
تمت ترجمة قرنين من الصمت إلى الإنجليزية بواسطة بول سبراشمان (5 أكتوبر 2017). 

## كتب مشابهة
- اثنا عشر قرناً من الصمت